# Pieter van der Willigen

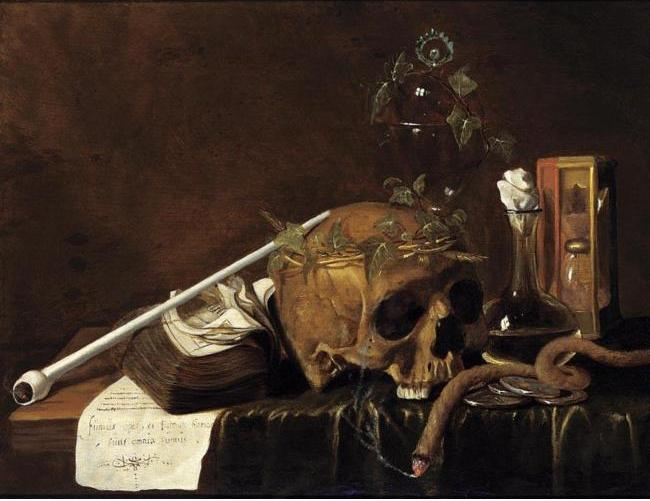
dílo

Pieter van der Willigen (17 prosince 1634 - 8. června 1694) byl vlámský barokní malíř, který se specializoval na zátiší.

## Životopis
Údajně se narodil v obci Bergen op Zoom. V roce 1652 se stal žákem vlámského malíře Thomase Willeboirts Bosschaerta, v letech 1655 až 1669 byl členem Cechu svatého Lukáše.Svou tvorbou ovlivnil nizozemského umělce Davida Baillyho.
Roku 1662 byl jeho žákem jeho bratr Jan van der Willigen. Zemřel v Antverpách dne 8. června roku 1694.
Mnoho zátiší, zejména obrazy se slaměnými věnci a lebkami, bylo dříve považováno za Wiligenovu práci, ve skutečnosti je však namaloval Hendrick Andriessen.